# Lavau (Yonne)
Lavau ist eine französische Gemeinde im Département Yonne in der Region Bourgogne-Franche-Comté mit 391 Einwohnern (Stand: 1. Januar 2022). Lavau liegt im Arrondissement Auxerre und gehört zum Kanton Cœur de Puisaye (bis 2015: Kanton Saint-Fargeau).

## Geografie
Lavau liegt etwa 49 Kilometer westsüdwestlich vom Stadtzentrum Auxerres am Fluss Cheuille. Umgeben wird Lavau von den Nachbargemeinden Saint-Privé und Saint-Martin-des-Champs im Norden, Saint-Fargeau im Osten und Nordosten, Saint-Amand-en-Puisaye im Südosten, Arquian im Süden, Faverelles im Westen, Batilly-en-Puisaye im Westen und Nordwesten sowie Champoulet im Nordwesten.

## Einwohnerentwicklung
| Jahr                      | 1962 | 1968 | 1975 | 1982 | 1990 | 1999 | 2006 | 2013 |
| Einwohner                 | 557  | 586  | 458  | 403  | 394  | 459  | 515  | 488  |
| Quelle: Cassini und INSEE |      |      |      |      |      |      |      |      |

## Sehenswürdigkeiten
- Kirche Saint-Germain aus dem 12. Jahrhundert, Umbauten bis in das 15. Jahrhundert

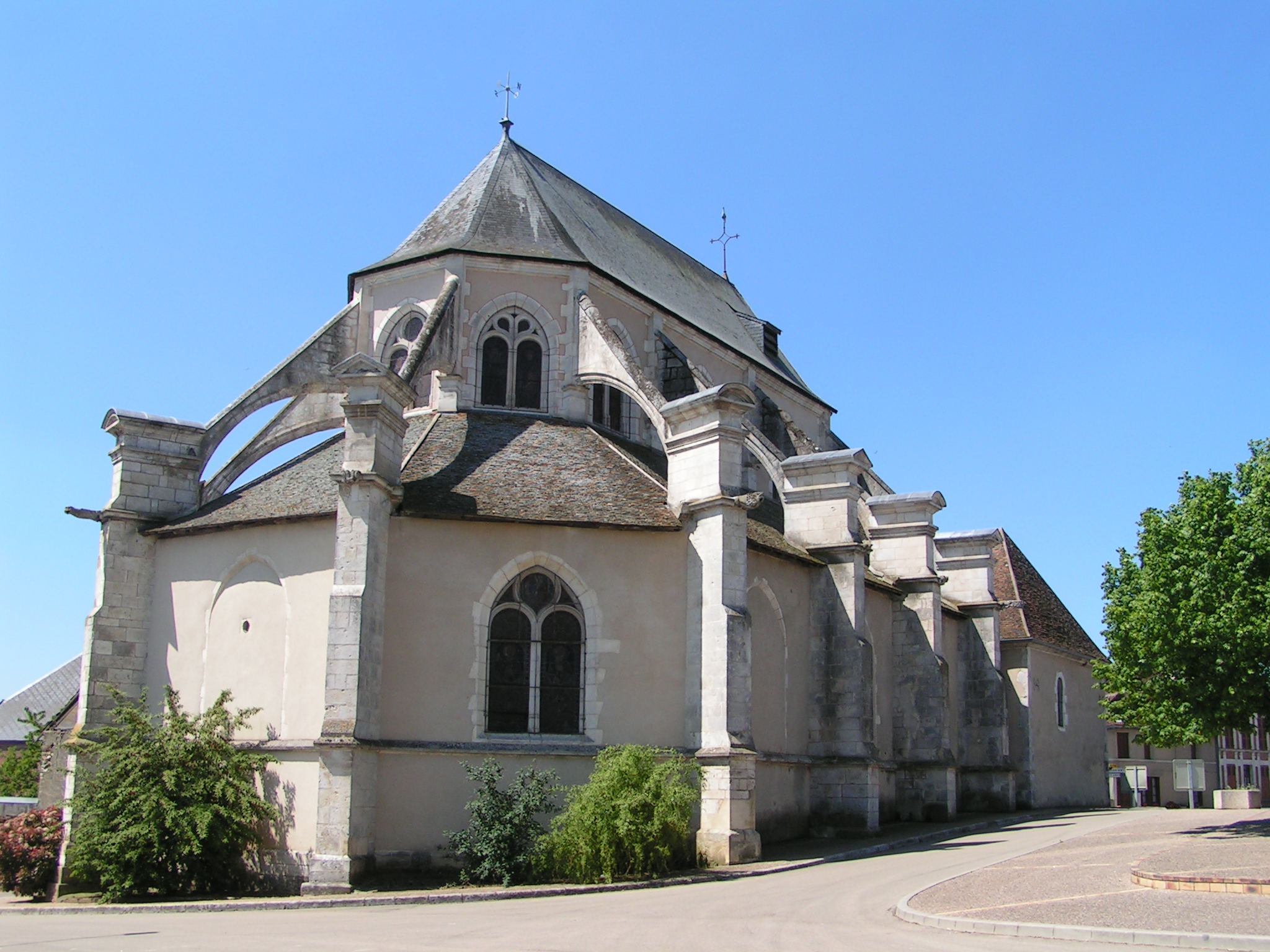
Kirche Saint-Germain